# Лузога
Лузога — река в России, протекает в Островском районе Костромской области. Устье реки находится в 35 км по левому берегу реки Сендега. Длина реки составляет 16 км, площадь водосборного бассейна 61,6 км².
Исток Лузоги расположен в заболоченном лесу в 18 км к юго-западу от посёлка Островское. Течёт на юго-восток, на левом берегу реки стоят деревни Лузога, Тарасово, Григорово, Алексеево. Впадает в Сендегу выше села Адищево.

## Данные водного реестра
По данным государственного водного реестра России относится к Верхневолжскому бассейновому округу, водохозяйственный участок реки — Волга от города Кострома до Горьковского гидроузла (Горьковское водохранилище), без реки Унжа, речной подбассейн реки — Волга ниже Рыбинского водохранилища до впадения Оки. Речной бассейн реки — (Верхняя) Волга до Куйбышевского водохранилища (без бассейна Оки).
Код объекта в государственном водном реестре — 08010300412110000013742.